# Canaletto
Giovanni Antonio Canal, splošno znan kot Canaletto (italijansko: [kanaˈletto]), beneški slikar in pomemben predstavnik beneške šole 18. stoletja, * 18. oktober 1697, Benetke, † 19. april 1768, Benetke
Canaletto je bil sicer slikar mestnih pejsažev ali vedut Benetk, Rima in Londona, a je slikal tudi imaginarne vedute (imenovane capricci), ločnica v njegovih delih med realnim in imaginarnim pa ni nikoli povsem jasna. Bil je tudi pomemben grafik, ki je uporabljal tehniko jedkanice. V obdobju od 1746 do 1756 je delal v Angliji, kjer je naslikal številne poglede na London in druga mesta, vključno z gradovoma Warwick in Alnwick. Bil je zelo uspešen v Angliji, zahvaljujoč britanskemu trgovcu in poznavalcu Josephu Consul Smithu, čigar velika zbirka Canalettovih del je bila leta 1762 prodana kralju Juriju III.

## Zgodnja kariera
Rodil se je v Benetkah kot sin slikarja Bernarda Canala, od tod tudi njegov mononim Canaletto ('mali Canal'), in Artemisie Barbieri. Canaletto je bil vajenec pri očetu in bratu slikarju gledaliških scen. Leta 1718 je Canaletto že sodeloval pri snovanju scenografij za opere Fortunata Chellerija, Giovannija Porta in Antonia Vivaldija in odpotoval v Rim. Med bivanjem v Rimu je skupaj z očetom produciral kulise za dve operi skladatelja Alessandra Scarlattija, Tito Sempronio Greco in Turno Aricino, ki sta bili izvedeni v Teatru Catranica med karnevalsko sezono leta 1720.
Canaletta je navdihnil rimski vedutist Giovanni Paolo Pannini in začel slikati vsakdanje življenje mesta in njegovih ljudi.
Po vrnitvi iz Rima leta 1719 je začel slikati v svojem topografskem slogu. Njegovo prvo znano signirano in datirano delo je Architectural Capriccio (1723, Milano, v zasebni zbirki). Študiral je pri starejšem Lucu Carlevariju, priznanem slikarju urbanih mestnih krajin in je hitro postal enak svojemu gospodarju.
Leta 1725 je slikar Alessandro Marchesini, ki je bil tudi kupec Lucchesejevega zbiratelja umetnin Stefana Contija, spraševal o nakupu še dveh 'pogledov Benetk', ko ga je agent pozval, naj namesto tega razmisli o delu »Antonija Canale... je kot Carlevaris, vendar lahko vidite sonce, ki sije v njem«.

### Slikanje na prostem
Veliko Canalettovih zgodnjih umetnin je bilo naslikanih iz narave, kar se je razlikovalo od takratne običajne prakse dokončanja slik v ateljeju. Nekatera njegova kasnejša dela se res vračajo k temu običaju, kot nakazuje težnja, da so oddaljene figure naslikane kot barvni madeži – učinek, ki ga verjetno povzroči uporaba camere obscure, ki zamegli oddaljene predmete. Poleg tega so njegove slike vedno opazne po natančnosti, primer je njegov posnetek sezonskega potapljanja Benetk v vodo in led. Zlasti njegova natančna uporaba pravilne perspektive je strokovnjake v preteklosti vodila k prepričanju, da je veliko podrobnosti na njegovih slikah dosegel s sledenjem slike s camere obscure. Znano je, da je Canaletto imel camero obscuro, vendar je več strokovnjakov danes mnenja, da je morda črpal nekaj navdiha pri njej, namesto da bi jo dejansko uporabil za natančno fotorealistično sledenje v pripravah za svoje slike.

### Zgodnje in pozno delo
Canalettova zgodnja dela ostajajo njegova najbolj zaželena in po mnenju mnogih avtoritet najboljša. Eno njegovih zgodnjih del je Kamnosekovo dvorišče (ok. 1725, Narodna galerija, London), ki prikazuje skromno delovno območje mesta. Velja za eno njegovih najboljših del, predstavil pa ga je Sir George Beaumont leta 1823 in 1828.
Kasneje je Canaletto naslikal velike prizore beneških kanalov in Doževe palače. Njegove krajine v velikem merilu so upodabljale razkošje in propadajoče tradicije mesta z inovativno uporabo atmosferskih učinkov in močnih lokalnih barv. Zaradi teh lastnosti lahko rečemo, da so njegova dela predvidevala impresionizem.
Njegovo grafiko S. A. Giustina in Prà della Vale so leta 2012 našli v münchenski Art Hoard.

## Delo v Angliji
Veliko njegovih slik je bilo prodanih Angležem na njihovi veliki turneji, najprej prek agencije Owena Swinyja in kasneje bankirja Josepha Smitha. Swiny je bil v poznih 1720-ih tisti, ki je umetnika spodbudil k slikanju majhnih topografskih pogledov na Benetke s komercialno privlačnostjo za turiste in tuje obiskovalce mesta. Nekaj pred letom 1728 se je Canaletto začel povezovati s Smithom, angleškim poslovnežem in zbirateljem, živečim v Benetkah, ki je bil leta 1744 imenovan za britanskega konzula v Benetkah. Smith je kasneje postal umetnikov glavni zastopnik in mecen ter pridobil skoraj petdeset slik, sto petdeset risb in petnajst redkih jedkanic iz Canaletta, največje in najboljše posamezne skupine umetnikovih del, ki jih je leta 1763 prodal kralju Juriju III.
V 1740-ih je bila Canalettova tržnica motena, ko je vojna za avstrijsko nasledstvo povzročila zmanjšanje števila britanskih obiskovalcev Benetk. Smith je poskrbel tudi za objavo serije jedkanic capricci (ali arhitekturnih fantazij) (capriccio italijansko za 'domislica') v svojih vedute ideali, vendar donos ni bil dovolj visok, in leta 1746 se je Canaletto preselil v London, da bi bil bližje svojemu trgu.
Medtem ko je bil v Angliji, je med letoma 1749 in 1752 Canaletto živel na številki 41 Beak Street v londonskem okrožju Soho.
V Angliji je ostal do leta 1755 in ustvarjal poglede na London (tudi nov Westminstrski most, ki je bil dokončan med njegovim bivanjem) ter na hiše in gradove svojih mecenov. To so bile Northumberland House za Sir Hugha Smithsona, Bt., ki je s poroko kasneje postal 2. grof Northumberlandski; in grad Warwick za lorda Brooka, pozneje 1. grofa Warwickega. Smithson je bil eden od komisarjev Westminstrskega mostu in 'ni nemogoče', da je spodbudil Canaletta, da je prišel v Anglijo in zabeležil začetek življenja mostu. Njegova slika Old Walton Bridge iz leta 1754 vključuje podobo samega Canaletta.
Od njega so pogosto pričakovali, da bo slikal Anglijo na način, s katerim je slikal svoje rodno mesto. Canalettova slika je začela trpeti zaradi ponavljanja, izgubljala je fluidnost in postajala mehanska do te mere, da je angleški umetnostni kritik George Vertue predlagal, da je človek, ki slika pod imenom Canaletto, slepar. To je morda zato, ker je Canalettov nečak, Bernardo Bellotto, prav tako uporabljal stričev vzdevek; ali bolj verjetno zato, ker so zgodbo razširili brezvestni trgovci z umetninami, ki so izdajali kopije Canalettovega lastnega dela in so komaj čakali, da se vrne v Benetke. Zgodovinar Michael Levey je njegovo delo iz tega obdobja opisal kot inhibirano.
Da bi ovrgel to trditev, je umetnik z oglasom v časopisu povabil »katerega koli gospoda«, da si ogleda njegovo najnovejšo sliko Parka sv. Jakoba v njegovem studiu na Silver Street (zdaj Beak Street) pri Golden Square; , si njegov ugled v življenju nikoli ni popolnoma opomogel.
Po vrnitvi v Benetke je bil Canaletto leta 1763 izvoljen v Beneško akademijo in imenovan za predstojnika Collegio dei Pittori. Nadaljeval je s slikanjem do svoje smrti leta 1768. V poznejših letih je pogosto delal po starih skicah, včasih pa je ustvaril presenetljive nove kompozicije. Za umetniški učinek je bil pripravljen narediti subtilne spremembe topografije.
- Arhitekturni capriccio, risba, Morganova knjižnica in muzej
- Portik z lanterno, iz serije Vedute, ok. 1740–1744, jedkanica
- Prvi Westminstrski most, 1746
- Reka Temza iz Richmond House: klasična veduta, 1747
- Westminstrska opatija s procesijo vitezov Bath, 1749

## Trg
Njegovi učenci so bili njegov nečak Bernardo Bellotto, Francesco Guardi, Michele Marieschi, Gabriele Bella in Giuseppe Moretti. Slikar Giuseppe Bernardino Bison je bil privrženec njegovega sloga.
Joseph Smith je velik del svoje zbirke prodal Juriju III., s čimer je ustvaril večino velike zbirke del Canaletta, ki je v lasti kraljeve zbirke. Leta 1762 je Jurij III. plačal 20.000 funtov za zbirko konzula Smitha s 50 slikami in 142 risbami. Obstaja veliko primerov njegovega dela v drugih britanskih zbirkah, vključno z več (19) v zbirki Wallace in nizom 24 v jedilnici v Woburn Abbey. Velik sklop Canalettovih del je bil tudi del zbirke grofov Carlislskih, vendar so bila mnoga izgubljena med požarom leta 1940 na gradu Howard, druga pa so bila prodana v zadnjem stoletju. Med tistimi, ki so bili prej v zbirki Carlisle, sta Bacino di San Marco: pogled na vzhod, zdaj v Muzeju lepih umetnosti v Bostonu (prodana leta 1939) in par Vhod v Veliki kanal z Mola, Benetke in Markov trg v Benetkah, zdaj v Narodni galeriji umetnosti v Washingtonu DC (prodana leta 1938). Zadnja pomembna beneška veduta na gradu Howard je bila Bernarda Bellotta, Pogled na Veliki kanal, ki gleda proti jugu iz Palazzo Foscari, ki je bila julija 2015 pri Sotheby's prodana za 2,6 milijona funtov.
Canalettovi pogledi je vedno dosegali visoko ceno in že v 18. stoletju so se Katarina Velika in drugi evropski monarhi potegovali za njegove najveličastnejše slike. Rekordna cena, plačana na dražbi za Canaletta, je 18,6 milijona funtov za ++Pogled na Veliki kanal od Palazzo Balbi do Rialta, postavljen julija pri Sotheby's v Londonu.